# 무라야마역 (야마가타현)
무라야마역(일본어: 村山駅)은 일본 야마가타현 무라야마시에 위치한 철도역으로 야마가타 신칸센과 오우 본선의 정차역이다. 이 역의 이름이 붙여지기까지는 다테오카역으로 개업했었다.

## 타는 곳
| 1 | ■ 야마가타 신칸센 | (상행) | 야마가타 · 후쿠시마 · 우쓰노미야 · 오미야 · 도쿄 방면 (하루 1대) |
| 1 | ■ 야마가타 선     | (상행) | 덴도 · 야마가타 방면                                             |
| 2 | ■ 야마가타 신칸센 | (상행) | 야마가타 · 후쿠시마 · 우쓰노미야 · 오미야 · 도쿄 방면            |
| 2 | ■ 야마가타 신칸센 | (하행) | 신조 방면                                                        |
| 2 | ■ 야마가타 선     | (상행) | 덴도 · 야마가타 방면                                             |
| 2 | ■ 야마가타 선     | (하행) | 신조 방면                                                        |
| 3 | ■ 야마가타 신칸센 | (하행) | 신조 방면 (교환시 만)                                            |
| 3 | ■ 야마가타 선     | (하행) | 신조 방면                                                        |
| 3 | ■ 야마가타 선     | (상행) | 야마가타 방면 (무라야마 역 시발)                                 |

## 이용 현황
| 승차 인원 추이 | 승차 인원 추이 |
| 연도           | 1일 평균 인원  |
| -------------- | -------------- |
| 2000           | 1,373          |
| 2001           | 1,425          |
| 2002           | 1,483          |
| 2003           | 1,432          |
| 2004           | 1,409          |
| 2005           | 1,336          |
| 2006           | 1,292          |
| 2007           | 1,240          |
| 2008           | 1,201          |
| 2009           | 1,187          |
| 2010           | 1,208          |

## 역 주변
- 무라야마 시청
- 고텐 온천
- 모가미 토쿠나이 기념관
- 무라야마 시민회관

## 인접역
| 동일본 여객철도 야마가타 신칸센 · 오우 본선 | 동일본 여객철도 야마가타 신칸센 · 오우 본선 | 동일본 여객철도 야마가타 신칸센 · 오우 본선 |
| ------------------------------------------- | ------------------------------------------- | ------------------------------------------- |
| 사쿠란보히가시네 후쿠시마 방면              | ■ 야마가타 신칸센 쓰바사 호                 | 오이시다 신조 방면                          |
| 히가시네 후쿠시마 방면                      | ■ 야마가타 선                               | 소데사키 신조 방면                          |